# 진 카멘

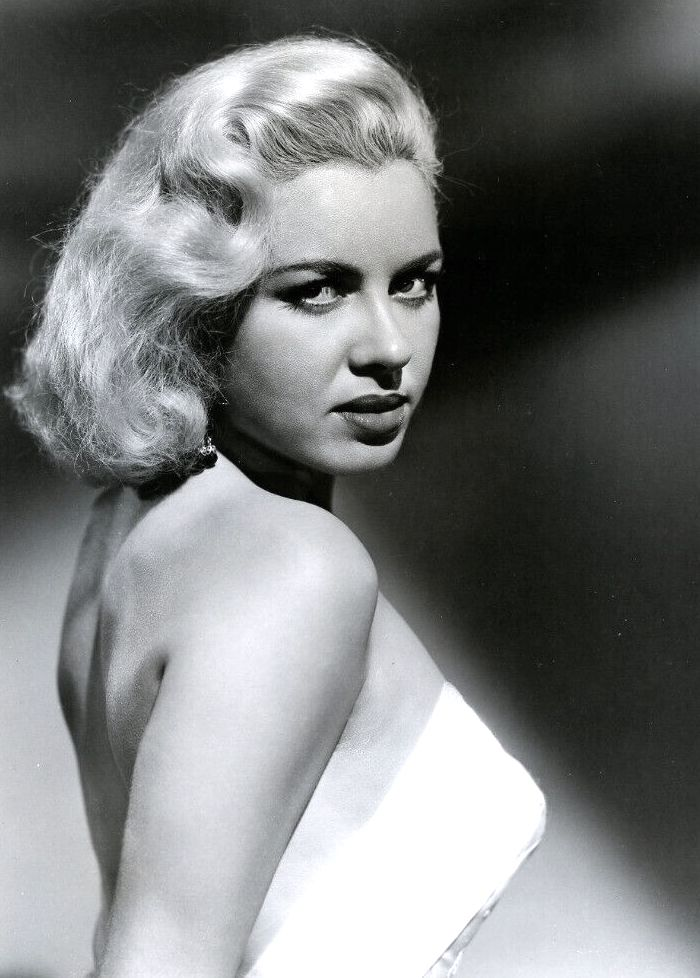

진 카멘(Jeanne Carmen, 1930년 8월 4일 ~ 2007년 12월 20일)은 미국의 배우, 모델, 텔레비전 배우, 영화배우, 골프 선수이다.
어바인에서 사망하였다. 사인은 림프종이다.

## 영화
- 네이키드 몬스터 (2005년)
- 살인마 가족 (2003년)
- 몬스터 오브 피드라스 블랑카스 (1959년)